# Waldgirmes

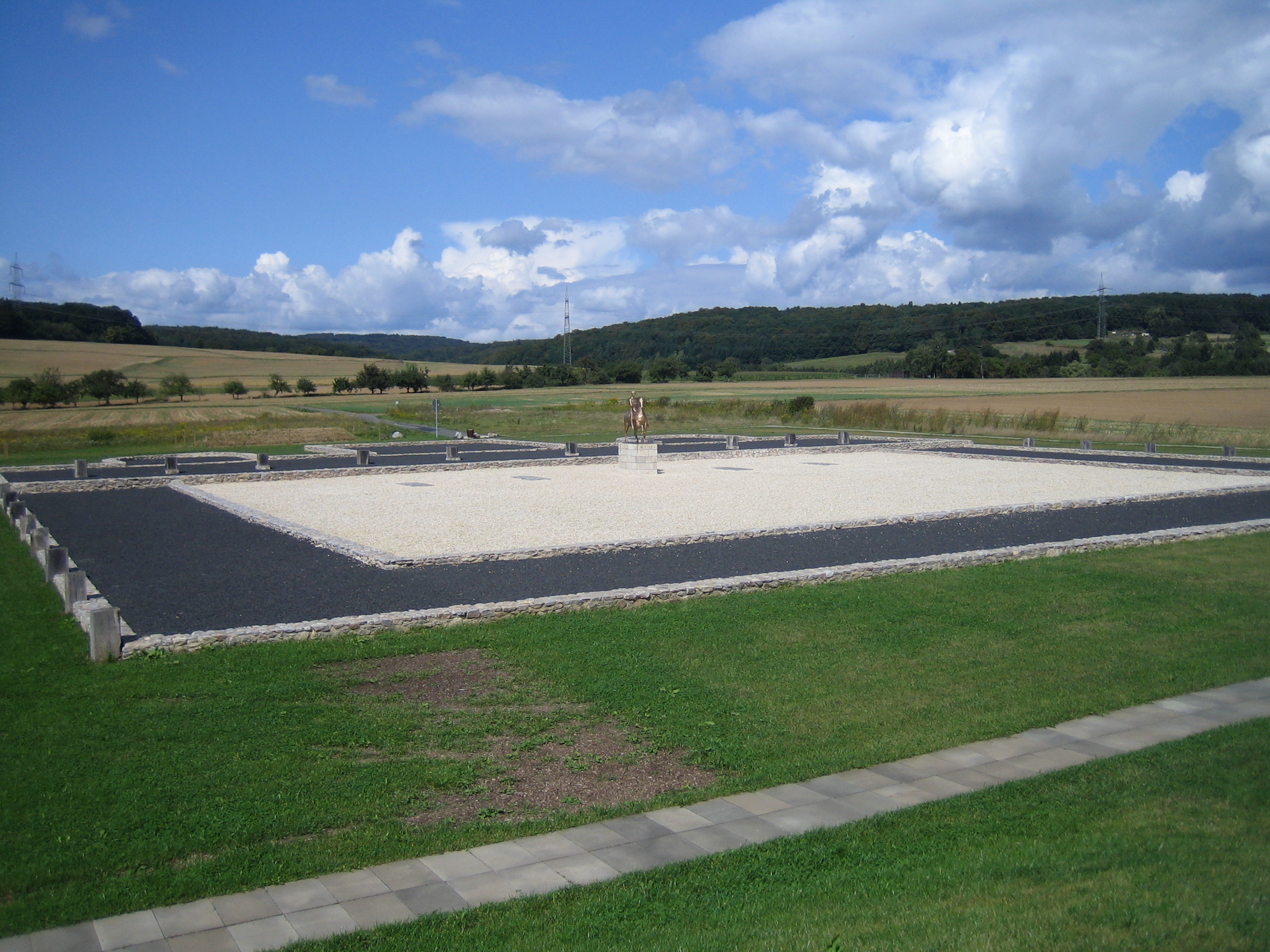
Reconstitution du forum

Le site romain de Waldgirmes est un site archéologique situé en Allemagne, dans l'ancienne Germanie, à l'est du Rhin, près de Lahnau, entre Wetzlar et Giessen. Il constitue l'une des plus importantes découvertes archéologiques sur la présence romaine en Germanie avant la défaite de Varus.
Les sondages, puis les fouilles menés à partir de 1993, ont en effet révélé une implantation bien différente du camp romain que l'on pensait au départ trouver. Le site romain de Waldgirmes ne constitue en effet pas seulement une fortification militaire, mais une implantation mixte : si un camp militaire y était bien implanté comme le montre la présence de fortifications et de fossés caractéristiques de l'architecture militaire romaine, une véritable organisation urbaine civile est perceptible. L'espace est ainsi centré sur un forum où se trouvaient cinq statues équestres en bronze, probablement à la gloire d'Auguste et d'autres membres de la maison impériale. Étendu sur plus de sept hectares, le site était entouré de deux fossés et entièrement construit en bois à l'exception du forum central. Construit vers -4 à la suite des campagnes menées dans la région par Drusus puis Tibère, le site de Waldgirmes fut abandonné en 9, à la suite de la détaite de Teutobourg. Il pourrait témoigner de la tentative d'implanter un urbanisme monumental civil en Germanie.